# Phytoliriomyza beckerella
Phytoliriomyza beckerella este o specie de muște din genul Phytoliriomyza, familia Agromyzidae, descrisă de Spencer în anul 1981.
Este endemică în California. Conform Catalogue of Life specia Phytoliriomyza beckerella nu are subspecii cunoscute.